# Iuri Lahutin
Iuri Lahutin (ucraïnès: Ю́рій Васи́льович Лагу́тін)  (Zaporíjia, 15 de febrer de 1949 - Zaporíjia, 30 d'abril de 1978) fou jugador d'handbol ucraïnès que va competir sota bandera soviètica durant la dècada de 1970.
El 1972 va prendre part en els Jocs Olímpics de Múnic, on fou cinquè en la competició d'handbol. Quatre anys més tard, a Mont-real, guanyà la medalla d'or en la mateixa competició. En aquests darrers Jocs va patir una greu lesió a l'esquena que l'obligà a abandonar la pràctica de l'handbol. Amb la selecció soviètica jugà un total de 92 partits en què marcà 212 gols. A nivell de clubs jugà al ZTR Zaporíjia i al CSKA de Moscou.